# Cultures de Qujialing et Shijiahe
Les cultures de Qujialing (屈家嶺文化, hanyu pinyin Qūjiālǐng Wénhuà)  (3400-2500 av. J.-C.) et Shijiahe (石家河文化, hanyu pinyin Shíjiāhé Wénhuà) (2500-2000 av. J.-C.) en Chine sont plus précisément les deux sites principaux correspondant à deux époques - qui se recoupent partiellement - d'une seule culture : Quijialing-Shijiahe, centrée sur le Hubei au Néolithique final. Ce sont deux sites à 17 km l'un de l'autre, sur le moyen Yangzi, représentatifs d’un ensemble qui s’est développé sur une très vaste surface. Elles ont été précédées au Néolithique ancien par la culture de Daxi qui s'étendait sur une zone moins vaste, plus à l’Ouest.

## Localisation, datation, historique des découvertes et relation à l’environnement

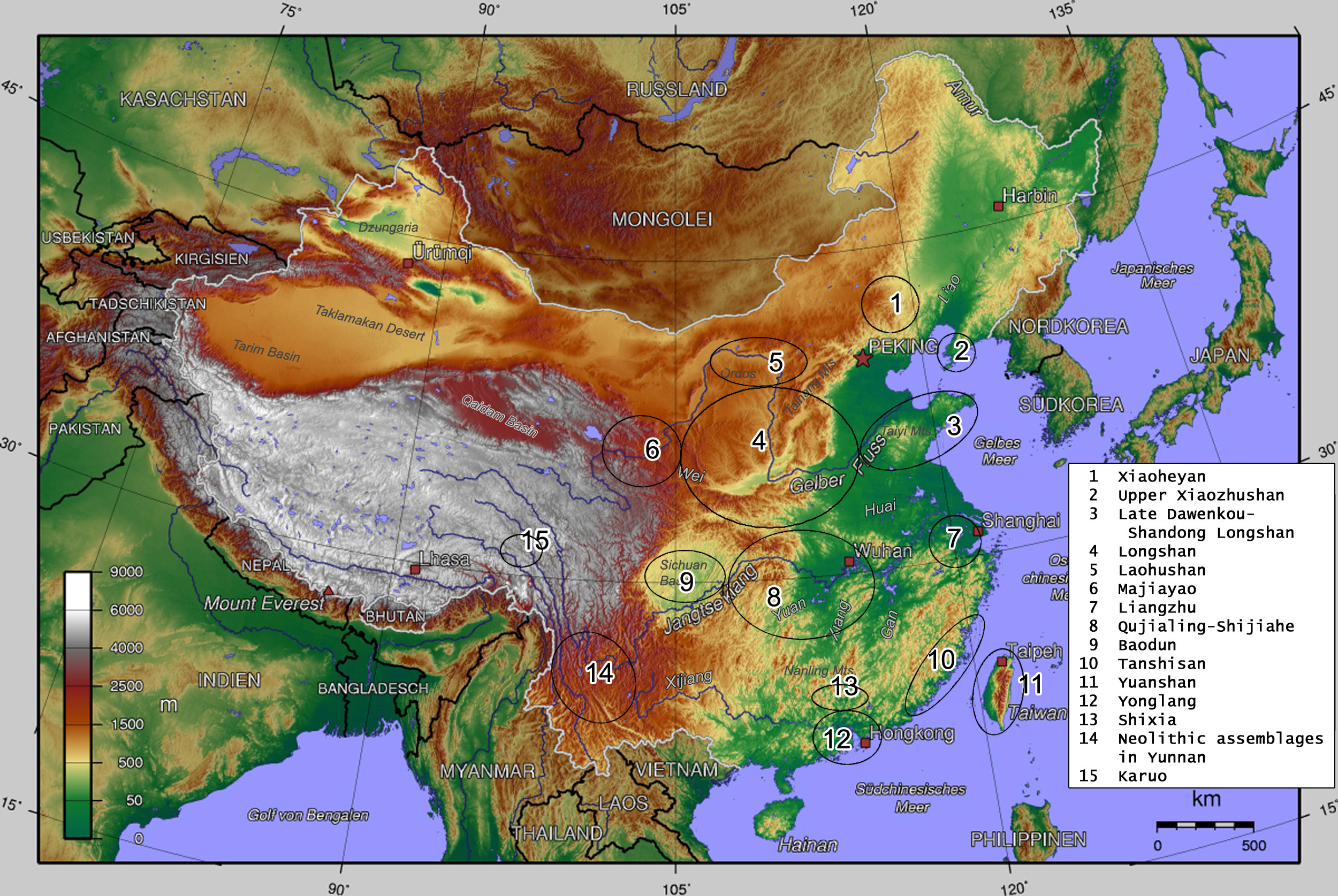
Les cultures du néolithique final en Chine

Les premiers indices de la culture de Quijialing-Shijiahe ont d'abord été identifiés séparément comme deux cultures différentes au milieu des années 1950, mais en 2013 ils sont associés comme deux moments d'une même culture, sur des sites peu éloignés. Le site initial de Qujialing, la phase la plus ancienne, a été découvert  dans le xian de Jingshan, au Hubei. Le site initial de Shijiahe a été découvert  dans le xian de Tianmen, au Hubei également. Les premières fouilles ont eu lieu de 1955 à 1957. 
Période : les phases initiale et finale de Quijialing ainsi que les phases initiale, moyenne et finale de Shijiahe sont situables autour de 3000-2100 pour certains auteurs qui interprètent les indices antérieurs comme devant être considérés comme la phase ultime (3400-3000) de la culture de Daxi. 
Le site de Qujialing se trouve dans les plaines de Jianghan , une région du moyen Yangzi, entre les monts Dabie à l’Ouest, le lac Dongting au Nord,  la région des Trois Gorges à l’Est et le  bassin de Nanyang au Sud. La majorité des sites se trouvent au Nord du Yangzi entre les villes modernes de Yichang et Wuhan, et au Sud-ouest de cette zone sur le côté sud du fleuve Yangzi, jusqu'au pied des monts. Mais ce sont tous des sites de plaine : le développement de l'agriculture à la fin du Néolithique nécessitait des zones faciles à travailler entre les petites collines et les plaines. Le Yangzi permettait les échanges. Dans ces temps reculés la région était couverte de zones humides, rivières, lacs et marais ; pour cette raison les sites sont tous sur des zones surélevées par rapport à la plaine environnante.
Quant aux berges des lacs, l'exemple du lac Dongting qui a été récemment très endigué afin d'augmenter les zones cultivables, elles ont révélé par les fouilles des signes d'implantations qui remontent à la culture de Pengtoushan et à celle de Daxi, des constructions sur pilotis au bord du lac. Le contexte végétal se composait de forêts d'arbres à feuilles caduques et persistantes de type subtropical. Certaines algues indiquent que ces zones étaient submersibles. Le climat était alors chaud et humide. Après quoi il fit plus sec, le paysage s'est couvert de prairies et de broussailles ; l'activité humaine a diminué en conséquence.

## Alimentation
Dans cette région l'implantation des pratiques agricoles est ancienne: sur certains sites de la culture de Daxi on a découvert des traces de rizières et d'une culture extensive du riz. Les premières cultures du riz sont uniquement obtenues par drainage. Ce n'est qu'au troisième millénaire qu'apparaissent les premières rizières irriguées. On a même trouvé sur le site de Chengtoushan cette forme de culture irriguée, avec ses réservoirs . Dans celle de Qujialing-Shijiahe, ce sont des balles de riz et la trace des grains eux-mêmes. Du riz Oryza sativa (le riz asiatique) et du millet Setaria italica (Millet des oiseaux) étaient cultivés. On trouve aussi le Panicum miliaceum (Millet commun), des légumes, des amaranthes et diverses plantes qui sont aujourd’hui considérées comme des mauvaises herbes.

## L'émergence de nombreuses petites villes enceintes associées les unes aux autres
De nets changements dans les taux de population s'opèrent avec l'apparition de cette culture : on assiste à une expansion des installations de grande taille de forme plus ou moins circulaire et leur nombre pourrait avoir localement quadruplé tandis que leur taille allait quintupler ou sextupler jusqu’à la phase moyenne de Shijiahe, après quoi on assiste à une décroissance considérable, en dessous du niveau de ce qu’il était à l’époque Daxi.
Les sites présentent de fortes afinités par groupes associés (peut-ou parler de petites communautés ?), et certains lieux –huit ont été découverts-  étaient entourés d’une enceinte de terre ou d'un rempart et n'ont cessé de s'étendre jusqu'à la phase moyenne de Shijiahe. Tous ne se développèrent pas pendant cette période. Alors que l'un des plus grands sites de la culture de Daxi, Chengtoushan, ne dépassait pas 6 à 8 ha,  ce même site ne dépassait pas non plus 8 ha à la période Qujialing. Les autres sites furent en général nouvellement créés et ont pu s'étendre. Pour ne citer que les plus grands, Qujialing atteignit 263 ha et Shijiahe 800 ha. Les enceintes peuvent s'expliquer comme défensives ; cette époque correspond à l'émergence des États, dont celui des Shang, et à de probables rivalités entre cités. De  nombreuses villes sont alors entourées de fossés remplis d'eau. On a trouvé sur un site du complexe de Shijiahe, à Xiaojia Wuji, l'image d'un guerrier tenant une hache d'arme de type yue. L'émergence de grandes communautés pourrait être attribuée à ces tensions entre groupes, liées aussi à une pression croissante sur les ressources due à l'accroissement de la population, et la réorganisation des structures communautaires en aurait été la conséquence.

## Les sites de Qujialing et Shijiahe
Sur le site de Qujialing le mur n'a pas été identifié bien que le fossé soit conséquent. Une zone urbaine centrale de 70 ha est enclose d'un fossé de 25-30 m de large et 3 m de profondeur. Autour de ce centre il y a dix autres zones résidentielles et des traces d'habitations au-delà du fossé. 
Le complexe de Shijiahe se présente comme une quarantaine de sites dispersés sur des terrasses sur 8 km2entre deux rivières. Mais avec la « forme presque parfaite d'un carré d'un kilomètre de côté c'est la plus grande agglomération de ce genre que l'on ait découverte en Chine à ce jour » (2002). C’était un petit village à l’époque de Daxi, puis un grand ensemble protégé d’une enceinte à la fin de l’époque Quijialing, et qui fut abandonné à la fin de la période Shijiahe. Avec le groupe de villages associés on arrive à 120 ha, à l’intérieur d’un ensemble de  protections . Ces terrasses sont toutes protégées par des sections de murs de terre, derrière lesquelles un second mur plus petit est protégé par un fossé qui peut atteindre 100 m de large. L’ensemble, entre les rivières est plus haut au Nord-ouest et les ouvertures dans la première enceinte permettent de laisser écouler le surplus d’eau en cas d’inondation du fossé en direction du Sud-est, plus bas, vers ce qui était autrefois un lac. Il y avait donc des inondations à contrôler dans cette région depuis la rivière Han mais aussi avec les deux cours d’eau proches. L'inondation de 1935 a touché 1 570 km2 dans cette région.
Les maisons de Shijiahe ont plusieurs structures simples : la maison de forme semblable au signe āo (凹) à Xiaojia Wuji et Luojia Bailing (Shijiahe), la cour fermée à Mengbanwan, la construction imbriquée à Chengtoushan, où la cour donne sur trois ou quatre bâtisses plutôt que sur un seul bâtiment. Chaque groupe de ce type contient trois ou quatre bâtiments isolés, et chacun possède deux à quatre rangées de pièces. Si à chaque pièce correspond deux ou trois personnes, la cour typique regroupe entre 20 et 30 personnes. Ce qui correspond à l'unité de base minimale du groupe social dans ces communautés. Mais des maisons à la surface bien plus grande sont des indices de bâtiments destinés à des personnes « spéciales » qui vivaient à l'intérieur de la partie enclose ou destinés à des usages « spéciaux ». Ce dispositif se retrouve partout ailleurs dans les installations, même les plus petites. On peut imaginer que les habitants de ces unités centrées sur une cour faisaient partie de la même famille élargie ou du même clan. Et Pour résumer, la société de Quijialing-Shijiahe ressemble à une confédération de clans. Les cimetières associés à ces cours contenaient une vingtaine de tombes.

## Pratiques artisanales, funéraires et symboliques (?)

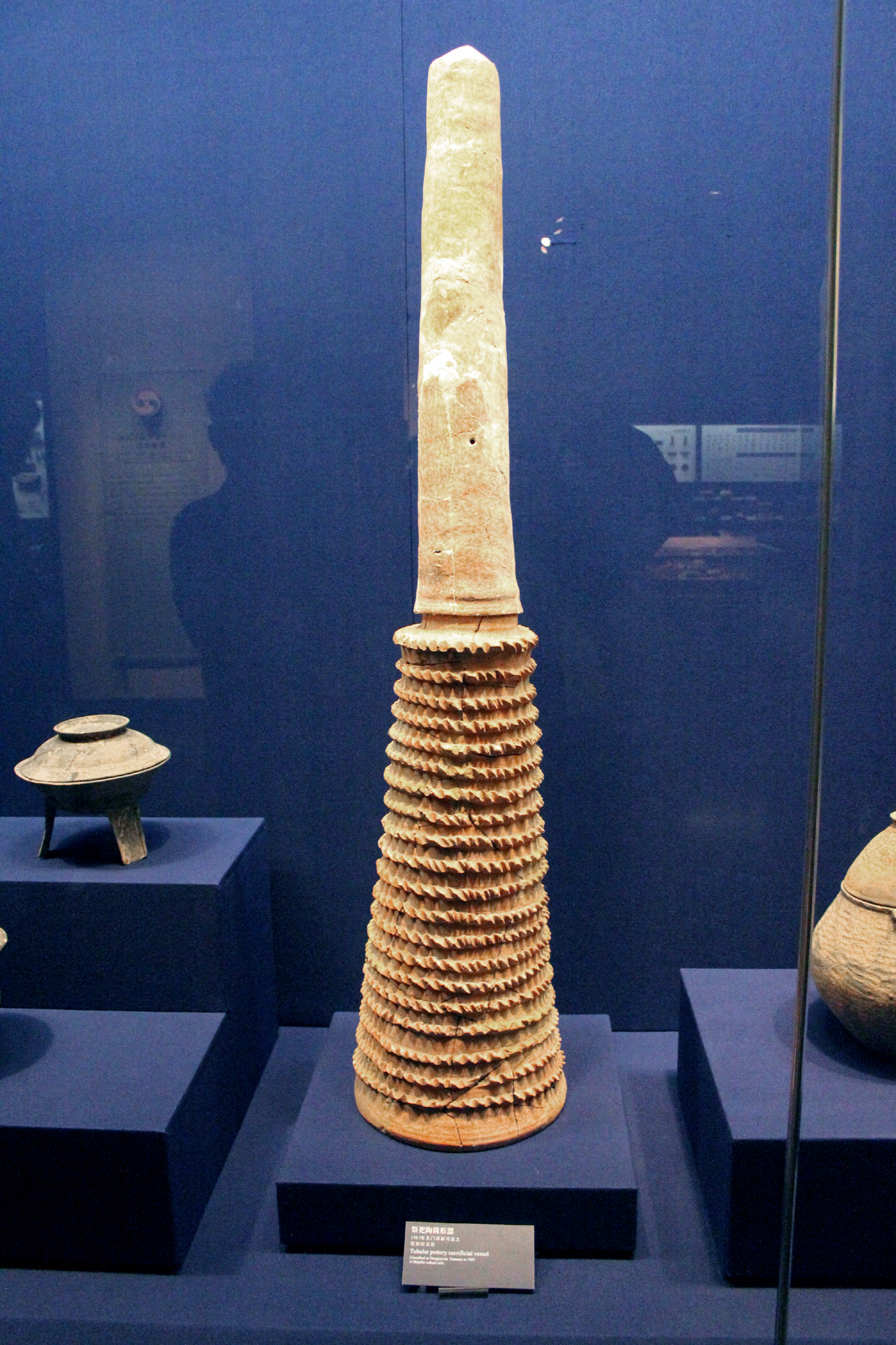
Vase sacrificiel tubulaire en argile. Musée provincial du Hubei.

Plusieurs lieux semblent avoir eu des fonctions différenciées, dont certains spécialisés dans une production artisanale. Le plus étrange était à Dengjiawan, au sein d’une zone essentielle : dix-sept fosses contenaient dans des scories dix mille petites figurines d’argile de 5 à 10 cm de haut. On y trouve des représentations simples, mais bien caractérisées, d’oiseaux, de poules, de chiens, de moutons, de tortues, de porcs, d’éléphants, de tigres et d’êtres humains dont l’un au moins porte un poisson et d'autres sont en position de danse. Le consensus actuel (2013) en fait des objets à destination religieuse. Des figurines animales de Shijiahe ont été trouvées au Hubei et au Hunan, ainsi que des oiseaux à longues queues au Henan central. Dans un autre site, ce sont des milliers de poteries rouges, des coupes, suggérant un atelier de potier. Ailleurs ce sont des espèces de forets qui font penser à un site de travail du jade ou de la pierre. Certaines fosses d’inhumation contenaient jusqu’à plus de cent poteries du même modèle, suggérant la tombe d’un potier. Enfin un grand nombre de cimetières d'une vingtaine de tombes près d'une maison (à Xiao Wuji) semblent correspondre à un cimetière privé, familial. Les tout petits cimetières peuvent correspondre à de petits groupes vivant en dehors de la ville, à proximité. 
Les céramiques propres à la culture de Qujialing  reprennent les pratiques ancestrales de la culture de Daxi en incluant des pratiques de Yangshao et de Dawenkou. La pratique la plus novatrice dès les débuts consista à introduire une vaisselle de moyenne et petite taille, des bols (de type wan), des plats (de type dou) et des jarres (de type guan) montées au tour [wheel-thrown] : à une demande plus grande correspondrait alors une productivité croissante et des potiers spécialisés. La pratique de l'urne funéraire était courante . Ces urnes étaient de formes différentes, et on trouve une grande variété de vaisselles d'accompagnement du mort, comme des coupes (de type bei). Les offrandes pouvaient être d'une autre nature qui ne s'est pas conservée et certaines tombes n'en comportent donc aucune trace, mais certains dépôts funéraires pouvaient atteindre vingt poteries et plus. On y a même trouvé de la vaisselle laquée en rouge et jaune dans des tombes de Dengjiawan (Shijiahe, au cœur de la ville) et quelques menus objets de cuivre, qui sont les premiers objets de ce métal trouvés si bas au Sud de la Chine . 
Durant la phase ultime de Shijiahe (v. 2200-2000) l’usage est celui des urnes funéraires et des dépôts funéraires d’objets de jade. Certaines tombes ne contiennent aucun objet de jade mais d’autres peuvent en receler jusqu’à plusieurs douzaines, et la plus riche en contient cinquante-six et de nombreuses poteries, dont des jarres (de type guan) qui peuvent aller jusqu'à 99 pièces dans la tombe d'un adulte mâle . La même matière brute et l’aspect semi-fini laissent à penser qu’il s’agit d’une production locale. Le jade est utilisé pour des figures anthropomorphes schématiques, comme portant un bandeau torsadé, d’autres figures monstrueuses montrent des canines saillantes et des anneaux d’oreille. Mais on trouve aussi des  tubes cong, des oiseaux, des dragons, des cigales et des phœnix, des objets de parure. Nombre de ces formes sont comparables à celles de la culture de Liangzhu et la composition du groupe de sites de Shijiahe a bien des similitudes avec le site de Mojiaoshan dans la culture de Liangzhu.

## Disparition
Vers 2000 les grands murs ne sont plus entretenus, et à la différence de la culture de Liangzhu qui disparaît soudainement, ici la population décroît considérablement. Parfois on trouve localement des signes caractéristiques de la culture de Longshan, dans la plaine centrale. 

## La culture de Baodun (2500-1700)
Récemment, découverte dans le bassin de Chengdu et aux environs de petites collines. Au cœur de cet ensemble de sites : plusieurs installations enceintes d’un mur le long de la rivière Min, entre 10 et 60 ha L’organisation de l’habitat semble déterminée par la récurrence des inondations. Sur deux sites, Baodun et Guchengcun, les fouilles ont mis au jour les fondations d’une architecture publique de grande taille au centre du complexe. Mais il est trop tôt pour en déduire des faits de société, aucun signe d’inégalité sociale n’a été actuellement identifié.
Les moyens d’alimentation sont variés : agriculture, chasse et pêche, s’il faut s’en remettre aux seuls instruments trouvés sur place.

## Objets caractéristiques

### Culture de Qujialing

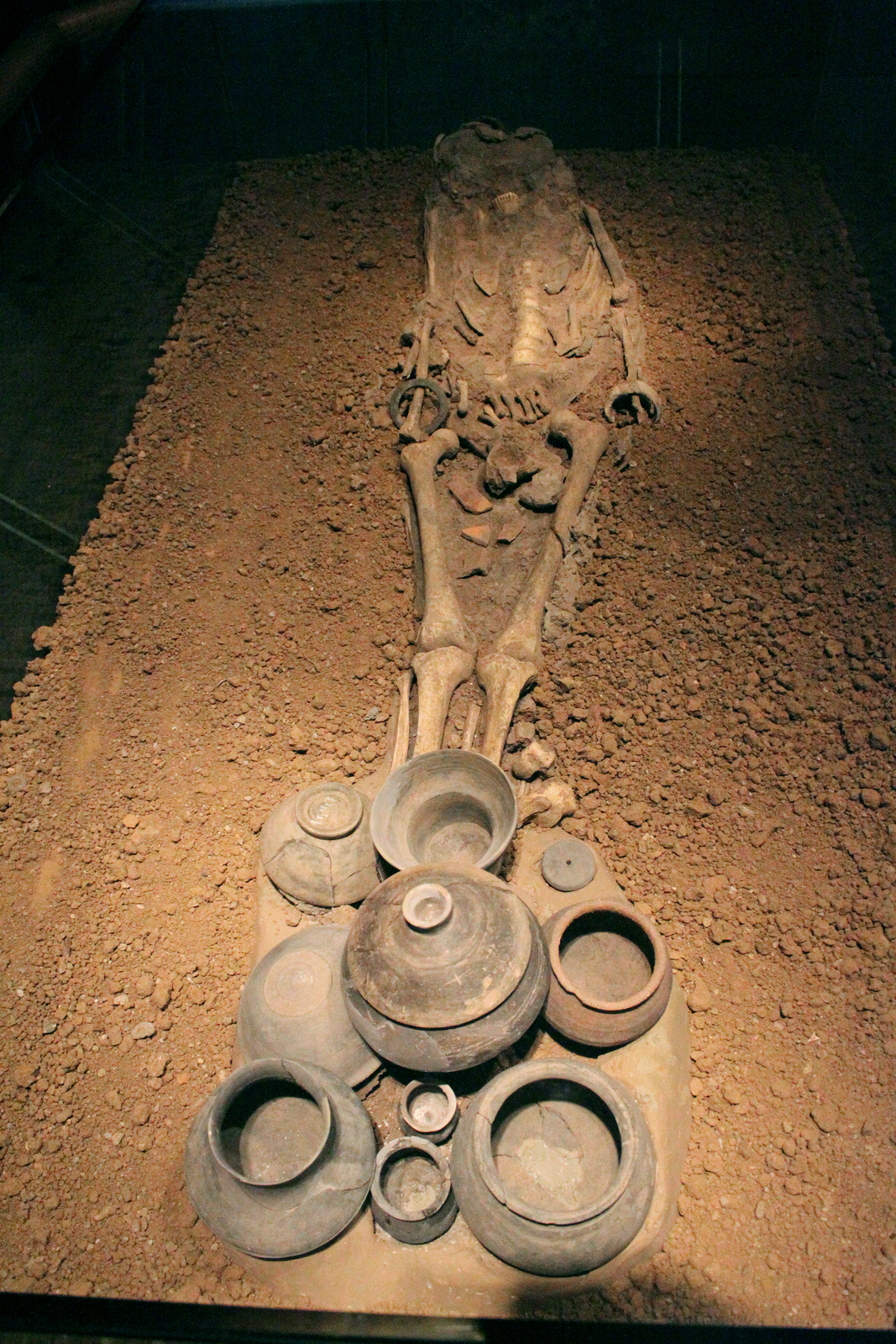
Personne enterrée avec la vaisselle funéraire. Découverte à Luoshishan, Huanggang[N 1].
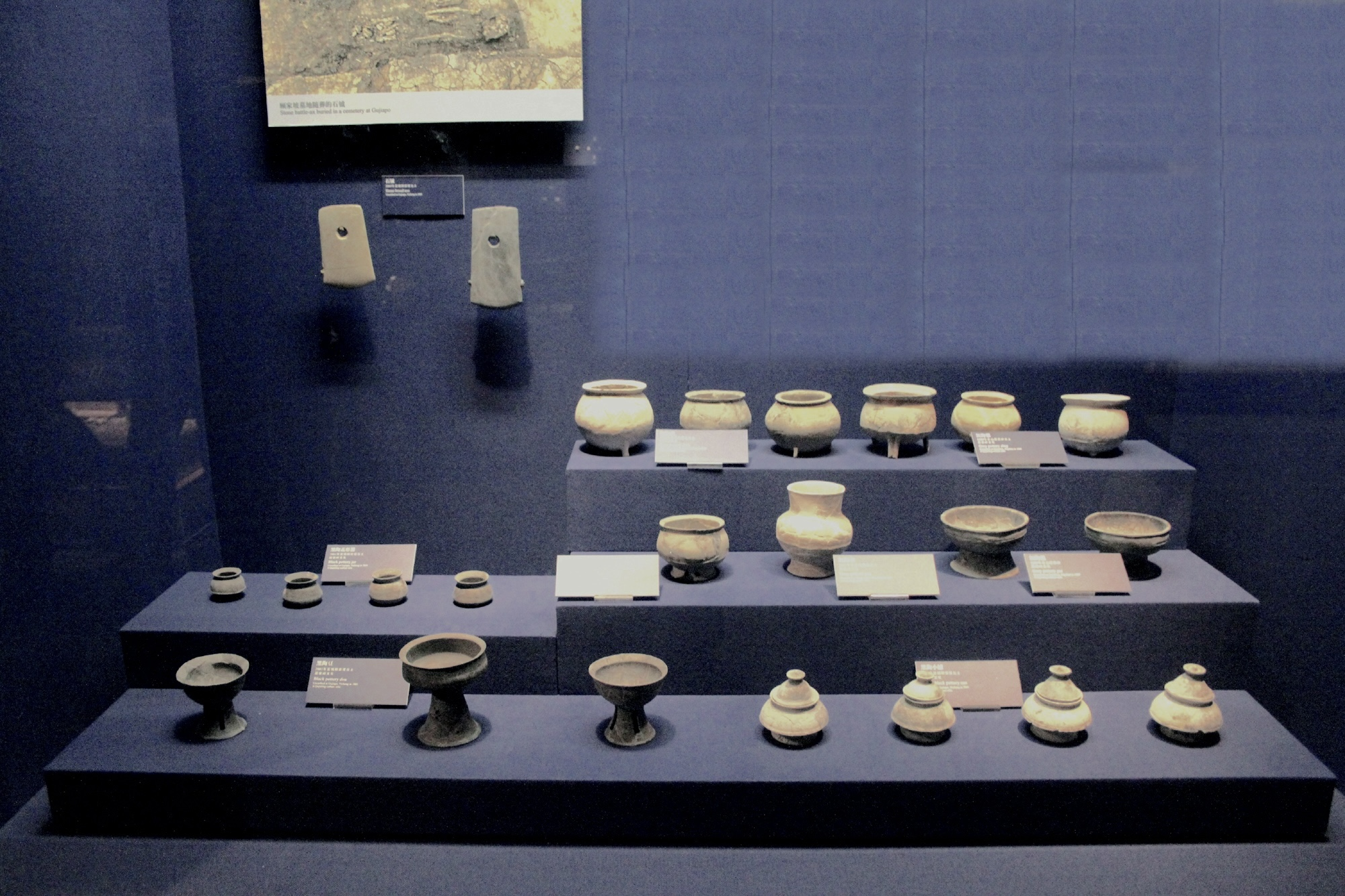
Poterie noire de la culture de Qujialing (divers sites) et haches d'arme de pierre polie (lesquelles ont été trouvées sur le cimetière de Qujiapo) [N 1].
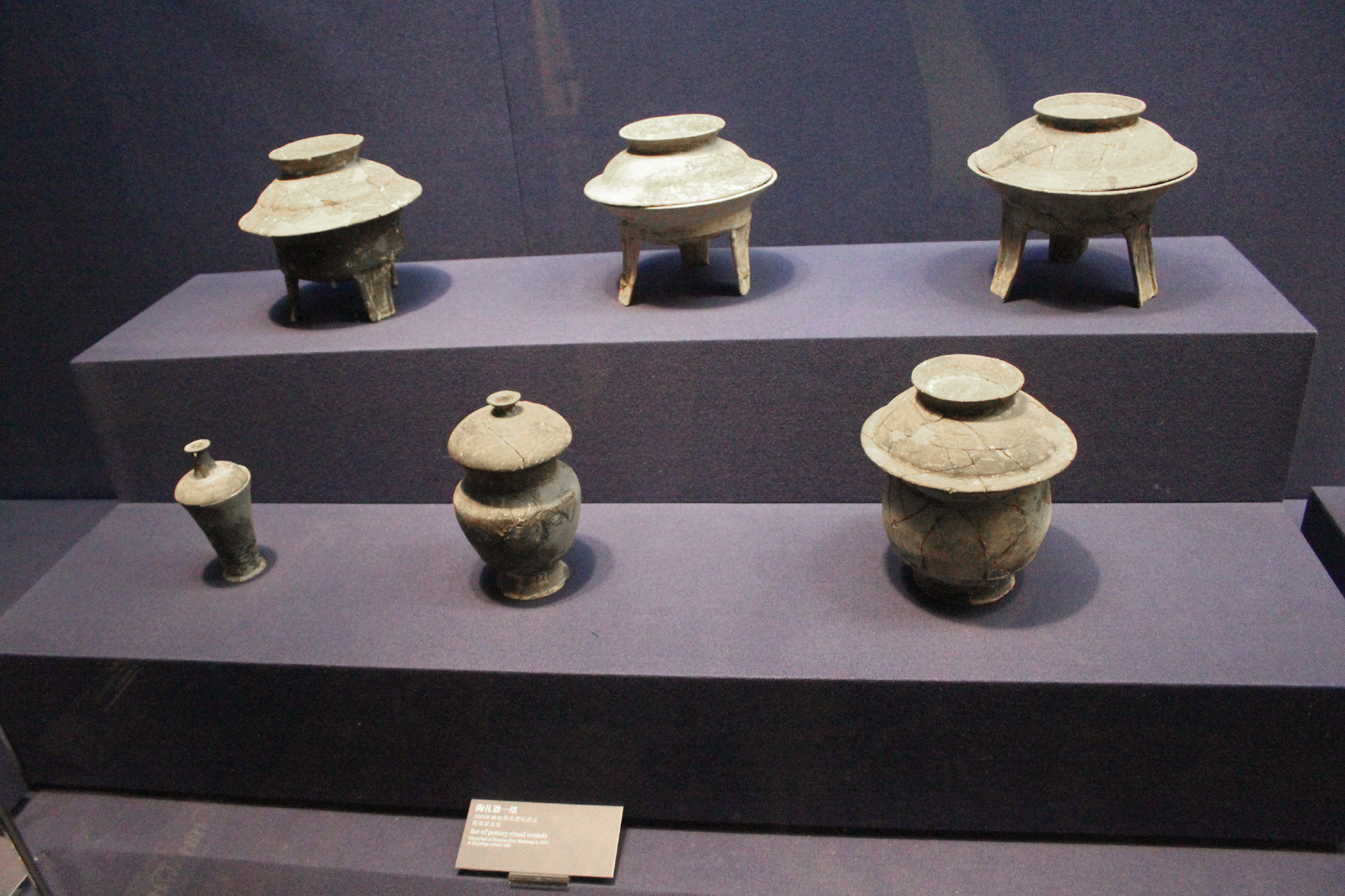
Ensemble de vaisselle funéraire en céramique [N 1].

### Culture de Shijiahe

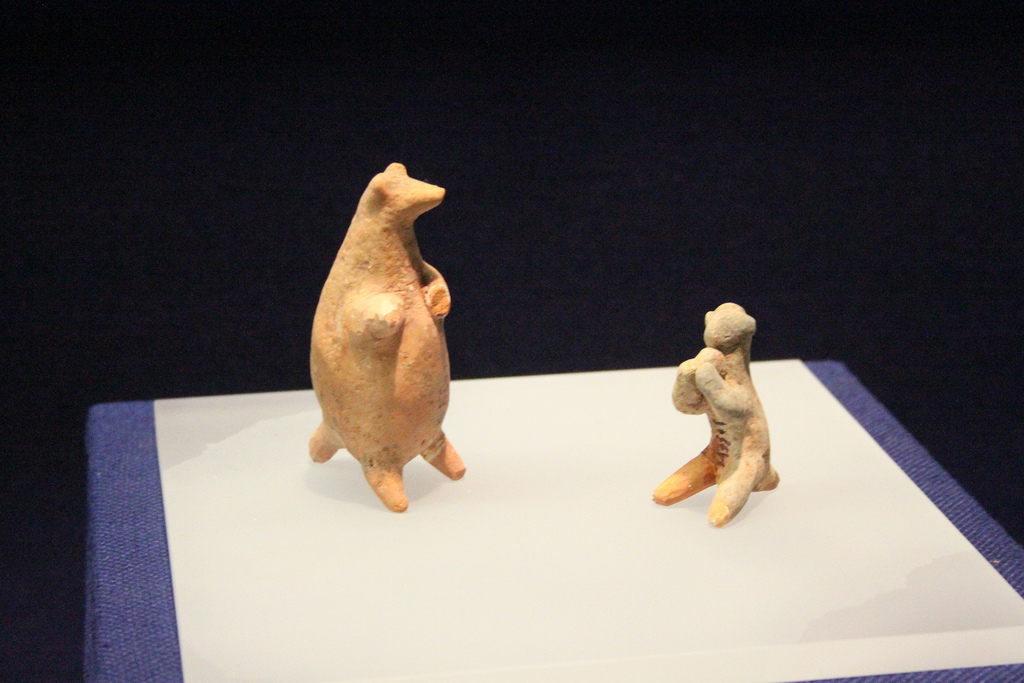
Culture de Shijiahe. Figurines d’argile: un ours et un singe[N 1].
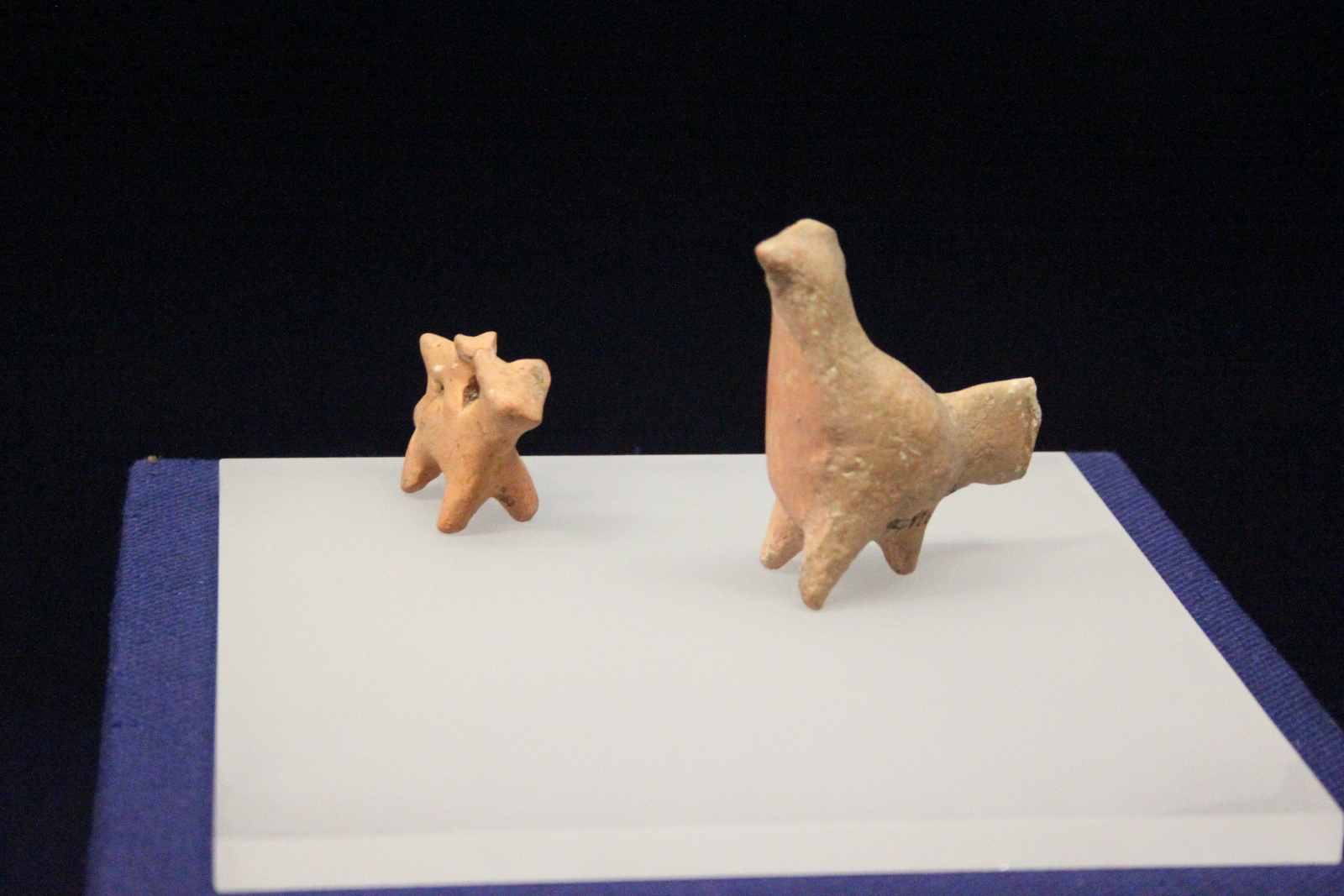
Figurines d’argile: un chien apportant un poisson (?) et une poule[N 1].
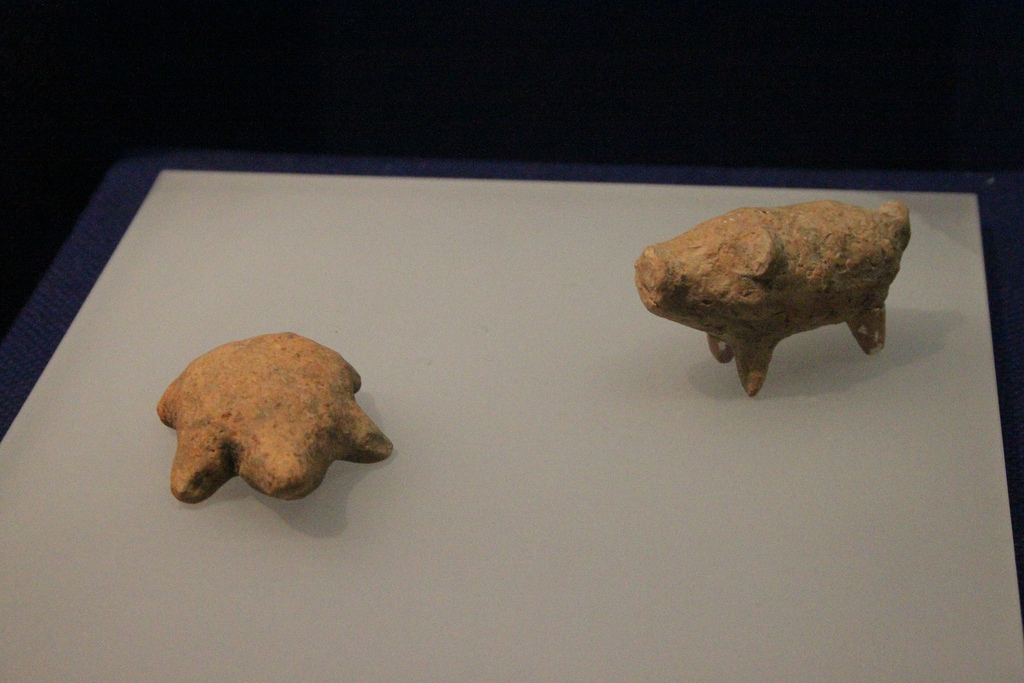
Figurines d’argile: une tortue et un porc[N 1].
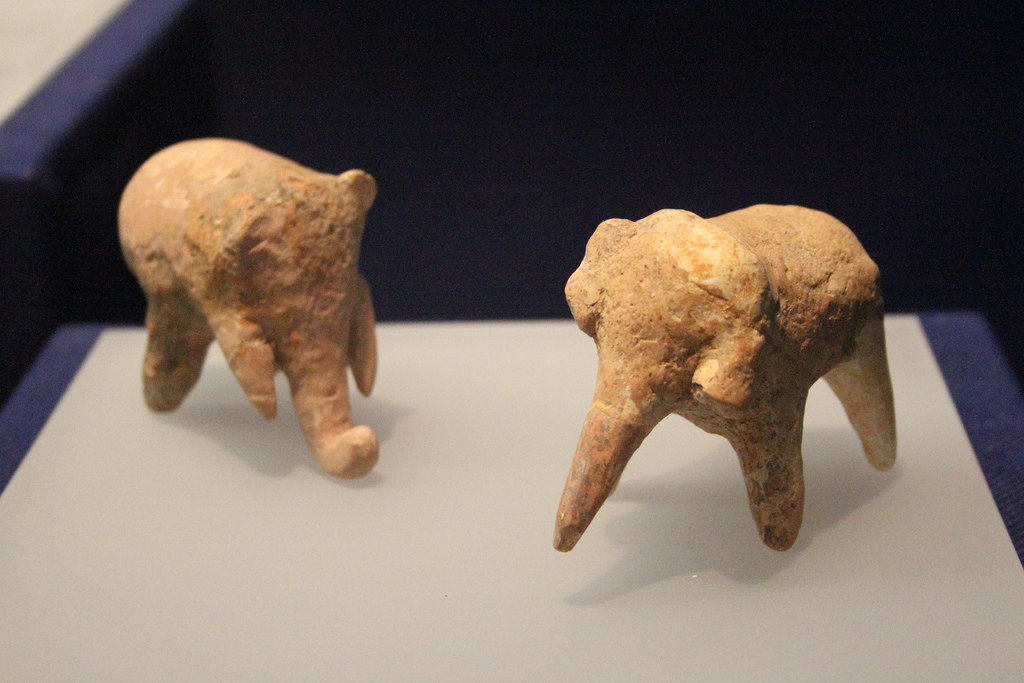
Figurines d’argile: deux éléphants.. H. 6,8[20],[N 1].
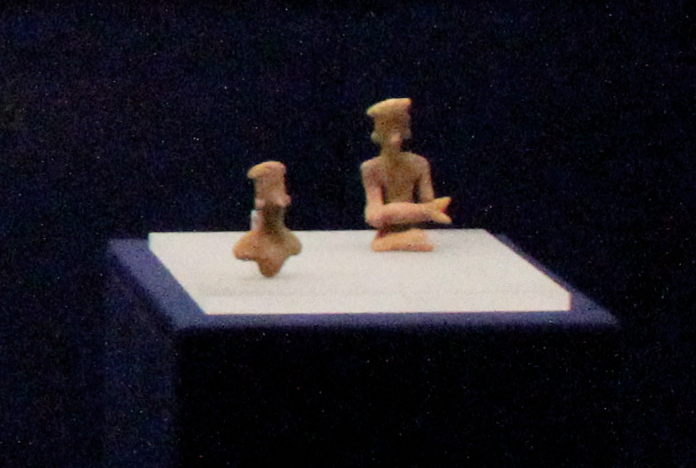
Figurines d’argile: deux humains, dont l’un, assis à terre jambes croisées, porte un poisson, comme pour l’offrir. H. 9,5 cm[20],[N 1].